# A hosszú búcsú (film)
A hosszú búcsú (eredeti cím: The Long Goodbye) 1973-ban bemutatott amerikai neo-noir szatirikus bűnügyi-thriller, amelyet Raymond Chandler 1953-as hasonló című regénye alapján Robert Altman rendezett. A forgatókönyvet Leigh Brackett írta, aki A hosszú álom (1946) című Chandler-adaptáció forgatókönyvének társszerzője is volt. A film főszereplőjét, Philip Marlowe-t Elliott Gould alakítja, további szerepekben Sterling Hayden, Nina Van Pallandt, Jim Bouton, Mark Rydell és Arnold Schwarzenegger látható.
A történet az 1949-50-es évekről az 1970-es évek Hollywoodjába helyeződött át. Az Amerikai Egyesült Államokban 1973. március 27-én mutatták be a mozikban. 

## Cselekmény
Philip Marlowe magánnyomozó kisegíti egy barátját a bajból, de közben belekeveredik a felesége meggyilkolásának ügyébe.

## Szereplők
| Szerep                                     | Színész               | Magyar hang        | Magyar hang            |
| Szerep                                     | Színész               | 1. szinkron (1974) | 2. szinkron (2006)     |
| ------------------------------------------ | --------------------- | ------------------ | ---------------------- |
| Philip Marlowe                             | Elliott Gould         | Mécs Károly        | Kapácsy Miklós         |
| Eileen Wade                                | Nina van Pallandt     | Tímár Éva          | Szórádi Erika          |
| Roger Wade                                 | Sterling Hayden       | Mádi Szabó Gábor   | Barbinek Péter         |
| Marty Augustine                            | Mark Rydell           | Harsányi Gábor     | Breyer Zoltán          |
| Dr. Verringer                              | Henry Gibson          | Szatmári István    | Szokol Péter           |
| Harry                                      | David Arkin           | Végvári Tamás      | Hanyecz Róbert         |
| Terry Lennox                               | Jim Bouton            | Tahi Tóth László   | Vári Attila            |
| Morgan                                     | Warren Berlinger      | Kránitz Lajos      | (n. a.)                |
| Pepe                                       | Pepe Callahan         | Buss Gyula         | Lélek Sándor Tibor     |
| Vince                                      | Vincent Palmieri      | Cs. Németh Lajos   | Kovács Levente         |
| Green nyomozó                              | Jerry Jones           | Konrád Antal       | Szőke-Kavinszky András |
| Dave, mint Szókratész                      | David Carradine       | Csikos Gábor       | Szőke-Kavinszky András |
| Augustine embere (stáblistán nem szerepel) | Arnold Schwarzenegger | Nem szólal meg     | Nem szólal meg         |

## A film készítése
1972 májusában tették közzé, hogy Dan Blocker szerepelni fog, mint Roger Wade. A forgatás megkezdése előtt azonban a színész elhunyt. A filmet az ő emlékének szentelték a végefőcímben. Ugyanezen év júniusában jelentették be, hogy Zsigmond Vilmos lesz az operatőr.
A film közepe felé, amikor Marlowe találkozik Marty Augustine-nal, Augustine mindenkinek megparancsolja, hogy vetkőzzön le. Ekkor Arnold Schwarzenegger rövidnadrágban egy nagydarab gengsztert alakít, aki Augustine-nak dolgozik. Arnold ebben a szereplésben nem kapott sem nagyobb képernyős szerepet, sem szöveget.

## Fordítás
- Ez a szócikk részben vagy egészben  a   The Long Goodbye (film) című angol Wikipédia-szócikk fordításán alapul.  Az eredeti cikk szerkesztőit annak laptörténete sorolja fel. Ez a jelzés csupán a megfogalmazás eredetét és a szerzői jogokat jelzi, nem szolgál a cikkben szereplő információk forrásmegjelöléseként.